# Anisogomphus occipitalis
Anisogomphus occipitalis е вид водно конче от семейство Gomphidae. Видът е незастрашен от изчезване.

## Разпространение
Разпространен е в Бангладеш, Индия (Асам, Западна Бенгалия, Утар Прадеш и Утаракханд) и Непал.